# Mitsubishi Ki-67
Die Mitsubishi Ki-67 Hiryu (Fliegender Drache) erwies sich im Verlauf des Pazifikkrieges als der beste schwere Bomber der japanischen Heeresluftwaffe. Der alliierte Codename für die Ki-67 lautete Peggy.

## Entwicklung
Ihre Entwicklung begann 1941 unter Verwendung von konstruktiven Elementen des Marinebombers G4M1 zur Nachfolge der Nakajima Ki-49, wiederum als zweimotorige Maschine mit Sternmotoren. Die Ausschreibung der Japanischen Armee verlangte neben Sturzfähigkeit ausdrücklich starke Abwehrbewaffnung und große Überlebensfähigkeit bei schweren Beschussschäden. Daher wurde das Flugzeug auch als schwerer Bomber klassifiziert (durch die Armee, obwohl zweimotorige Flugzeuge üblicherweise als mittlere Bomber eingestuft werden). Der erste von drei Prototypen wurde im Dezember 1942 fertiggestellt und unternahm seinen Erstflug am 27. Dezember 1942. Die Serienproduktion wurde unter Inanspruchnahme aller verfügbaren Fertigungskapazität mit höchster Dringlichkeitsstufe eingeleitet, jedoch blieb die Stückzahl aufgrund der zunehmenden US-amerikanischen Bombenangriffe auf Zuliefer- und Endfertigungsbetriebe der japanischen Luftfahrtindustrie relativ gering (698 Ki-67-I wurden gebaut).
Der Einsatz erfolgte ab Oktober 1944 sowohl über Land als auch über See, da nach Abschluss der Flugerprobung an allen Maschinen serienmäßig Torpedoaufhängungen angebracht wurden. Eine dreisitzige Variante, die für Kamikaze-Einsätze umgebaut worden war, trug die Bezeichnung Ki-67-I KAI, eine im August 1944 erschienene schwere Jägerversion mit einer 75-mm-Kanone (Ki-109a bzw. Ki-109b) wurde nur 22 mal gebaut.
Die Ki-67 erwies sich als schnell und manövrierfähig, die Effektivität ihres Einsatzes litt jedoch zunehmend unter dem Mangel an erfahrenem Flugpersonal, die meisten Besatzungen kamen von den Fliegerschulen direkt zum Fronteinsatz. Gegen Ende des Krieges entstanden noch eine als To-Go bezeichnete Versuchsausführung mit verändertem Bug sowie die mit einer schweren Sprengladung als Selbstopferungsflugzeug gegen Schiffe vorgesehene Ki-167, die jedoch beide nicht mehr zum Einsatz gelangten.

## Technische Daten

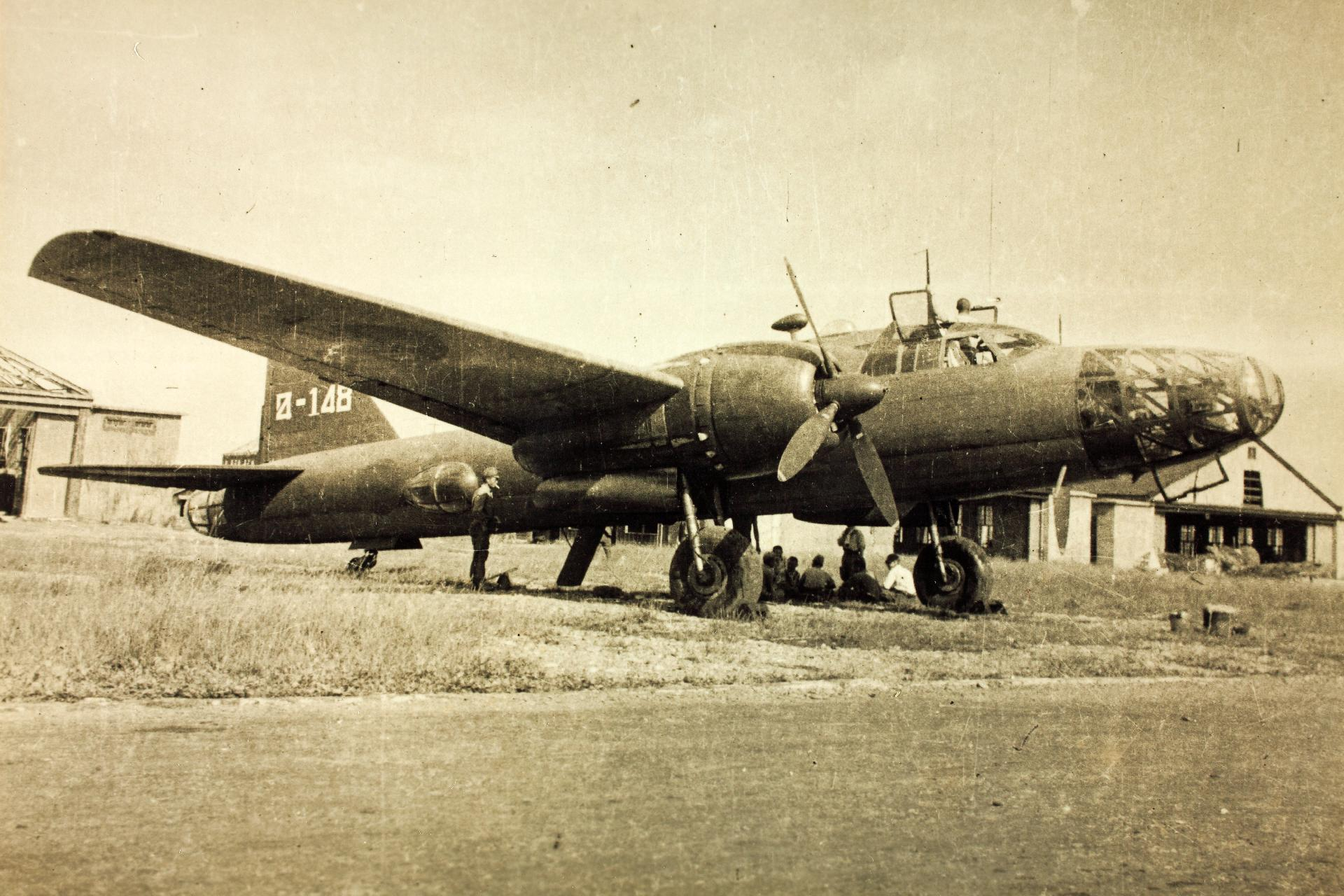
Mitsubishi Ki-67

| Kenngröße             | Daten (Mitsubishi Ki-67-I)                                            |
| --------------------- | --------------------------------------------------------------------- |
| Konzeption            | schwerer Bomber/Torpedobomber in Ganzmetallbauweise                   |
| Besatzung             | 7                                                                     |
| Länge                 | 18,70 m                                                               |
| Spannweite            | 22,40 m                                                               |
| Höhe                  | 7,70 m                                                                |
| Flügelfläche          | 64,90 m²                                                              |
| Flügelstreckung       | 7,7                                                                   |
| Leermasse             | 8.650 kg                                                              |
| Startmasse            | 14.097 kg                                                             |
| Triebwerk             | zwei Mitsubishi Ha-42-11 mit je 1.900 PS (ca. 1.400 kW) Startleistung |
| Höchstgeschwindigkeit | 550 km/h                                                              |
| Steiggeschwindigkeit  | 510 m/min                                                             |
| praktische Gipfelhöhe | 9.150 m                                                               |
| Reichweite            | 3.200 km                                                              |
| Bewaffnung            | eine bewegliche 20-mm-MK Ho-5 vier bewegliche 12,7-mm-MG Ho-103       |
| Bombenlast            | 1.600 kg                                                              |